# Ragamuffin

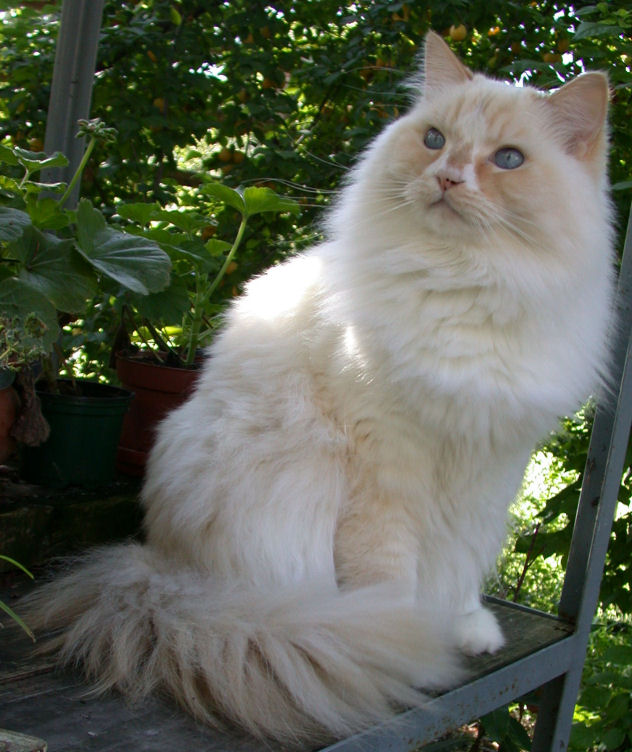

Ragamuffin este numele unei rase de pisici. Face parte din categoria pisicilor cu părul semi-lung. Țara de origine este Statele Unite ale Americii. Ragamuffin este una dintre cele mai blânde pisici și adoră să stea în compania oamenilor.